# Новелін
Новелін (пол. Nowielin) — село в Польщі, у гміні Пижиці Пижицького повіту Західнопоморського воєводства.
Населення — 496 осіб (2011).
У 1975-1998 роках село належало до Щецинського воєводства.

## Демографія
Демографічна структура станом на 31 березня 2011 року:
|          | Загалом | Допрацездатний вік | Працездатний вік | Постпрацездатний вік |
| -------- | ------- | ------------------ | ---------------- | -------------------- |
| Чоловіки | 255     | 52                 | 185              | 18                   |
| Жінки    | 241     | 48                 | 146              | 47                   |
| Разом    | 496     | 100                | 331              | 65                   |